# Ібенешть (Олт)
Ібенешть, Ібенешті (рум. Ibănești) — село у повіті Олт в Румунії. Входить до складу комуни Кунгря.
Село розташоване на відстані 137 км на захід від Бухареста, 24 км на північ від Слатіни, 57 км на північний схід від Крайови, 147 км на південний захід від Брашова.

## Населення
За даними перепису населення 2002 року у селі проживали 258 осіб, усі — румуни. Усі жителі села рідною мовою назвали румунську.